# Kung Fu Panda: Secrets of the Scroll
Kung Fu Panda: Secrets of the Scroll is een korte animatiefilm uit 2016, geregisseerd door Rodolphe Guenoden en geproduceerd door DreamWorks Animation. De film werd opgenomen voor de heruitgave van Kung Fu Panda en Kung Fu Panda 2. De stemmen van Tigress en Monkey die we normaal kennen van Angelina Jolie en Jackie Chan, werden vervangen door Kari Wahlgren en James Sie.

## Verhaal
Het verhaal speelt zich tien jaar geleden af, nog voor de gebeurtenissen van de eerste film waarbij Tigress, Viper, Monkey, Crane en Mantis van vreemden transformeren naar de legendarische vurige vijf. De reuzenpanda Po die bij zijn adoptievader Mr. Ping de gans woont droom eveneens van zijn helden de vurige vijf die later zijn vrienden zullen worden. Maar voor het zover is krijgen meester Oogway, meester Shifu en de nog jonge vurige vijf eerst te maken met een grote Kung-fu krijger genaamd Boar die voor onrust zorgt in het land.

## Rolverdeling
| Acteur           | Personage               |
| ---------------- | ----------------------- |
| Jack Black       | Po                      |
| Dustin Hoffman   | Shifu / Warrior         |
| Kari Wahlgren    | Tigress                 |
| Seth Rogen       | Mantis                  |
| David Cross      | Crane                   |
| Lucy Liu         | Viper                   |
| James Sie        | Monkey / Viper's vader  |
| James Hong       | Mr. Ping                |
| Randall Duk Kim  | Oogway                  |
| Tara Macri       | jonge Tigress           |
| Eliott Guenodeon | jonge Bunny / Jonge Pig |
| Stephen Kearin   | Master Mongrel          |
| Joseph Izzo      | Palace Goose / Sheep    |
| Jerry Clarke     | Gorilla                 |
| Kelly Stables    | moeder Bunny            |
| Jayden Lund      | Boar                    |
| Peter Cilella    | Goat                    |